# Juan Ignacio Cerra
Juan Ignacio Cerra (ur. 16 października 1976 w San Vicente) – argentyński lekkoatleta specjalizujący się w rzucie młotem, dziewięciokrotny złoty medalista mistrzostw Ameryki Południowej, czterokrotny złoty medalista mistrzostw ibero-amerykańskich, złoty medalista igrzysk panamerykańskich oraz igrzysk Ameryki Południowej, trzykrotny mistrz Ameryki Południowej juniorów. Czterokrotny olimpijczyk (Sydney, Ateny, Pekin, Londyn), sześciokrotny uczestnik mistrzostw świata.

## Przebieg kariery
W 1992 wywalczył dwa medale mistrzostw kontynentalnych U-18, złoty w konkurencji rzutu młotem (waga młota: 5 kg) i srebrny w konkurencji rzutu dyskiem (waga dysku: 1,5 kg). W latach 1993–1995 zdobył trzy razy z rzędu tytuł mistrza Ameryki Południowej juniorów, a w 1994 roku na mistrzostwach świata juniorów zajął 7. pozycję. W 1997 zdobył tytuł mistrza Ameryki Południowej, złoty medal czempionatu zdobywał nieprzerwanie aż do zmagań w 2011 roku. W 1998 zdobył pierwszy z dwóch medali igrzysk Ameryki Południowej oraz pierwszy w karierze medal mistrzostw ibero-amerykańskich, rok później zaś po raz pierwszy stanął na medalowym podium igrzysk panamerykańskich (zdobył brązowy medal). W 1999 zadebiutował na mistrzostwach świata, ale odpadł w eliminacjach, zajmując w swej kolejce 15. pozycję.
W swym pierwszym starcie olimpijskim, który miał miejsce w Sydney, zajął 15. pozycję w eliminacjach, uzyskując rezultat 72,86 m.
W 2001 i 2003 także startował na mistrzostwach świata, ale za każdym razem kończył swój występ w fazie eliminacji. Na igrzyskach panamerykańskich w Santo Domingo po raz pierwszy sięgnął po złoty medal imprezy tej rangi.
Na igrzyskach olimpijskich w Atenach swój start, tak jak cztery lata wcześniej, zakończył w eliminacjach, zajmując w swej kolejce 11. pozycję z wynikiem 72,53 m.
Od 2004 do 2008 roku za każdym razem zdobywał złoty medal mistrzostw ibero-amerykańskich. Odpadł w fazie eliminacyjnej na igrzyskach olimpijskich w Pekinie, zajmując 16. pozycję z wynikiem 70,16 m (słabszy rezultat miał tylko Amanmurad Hommadov, który nie zaliczył żadnej próby). W eliminacjach odpadał również w czasie ostatniego swego występu olimpijskiego (w Londynie w 2012 roku), który zajął 18. pozycję z wynikiem 68,20 m.
Po raz ostatni na arenie międzynarodowej wystąpił podczas rozgrywanych w Limie mistrzostw Ameryki Południowej. W finale uzyskał rezultat 67,70 m i otrzymał brązowy medal.
W karierze wywalczył również trzynaście tytułów mistrza kraju (w latach 1999–2000, 2003–2007 oraz 2009–2014).

## Osiągnięcia
| Rok     | Zawody                                             | Miasto              | Miejsce | Konkurencja           | Wynik |
| ------- | -------------------------------------------------- | ------------------- | ------- | --------------------- | ----- |
| 1992    | Mistrzostwa Ameryki Południowej juniorów młodszych | Santiago            | 2.      | rzut dyskiem (1,5 kg) | 49,74 |
| 1992    | Mistrzostwa Ameryki Południowej juniorów młodszych | Santiago            | 1.      | rzut młotem (5 kg)    | 69,64 |
| 1993    | Mistrzostwa Ameryki Południowej juniorów           | Puerto La Cruz      | 1.      | rzut młotem           | 58,02 |
| 1993    | Mistrzostwa panamerykańskie juniorów               | Winnipeg            | 3.      | rzut młotem           | 57,78 |
| 1994    | Mistrzostwa świata juniorów                        | Lizbona             | 7. H    | rzut młotem           | 60,44 |
| 1994    | Mistrzostwa Ameryki Południowej juniorów           | Santa Fe            | 1.      | rzut młotem           | 66,62 |
| 1995    | Mistrzostwa panamerykańskie juniorów               | Santiago            | 2.      | rzut młotem           | 64,24 |
| 1995    | Mistrzostwa Ameryki Południowej juniorów           | Santiago            | 2.      | rzut dyskiem          | 44,40 |
| 1995    | Mistrzostwa Ameryki Południowej juniorów           | Santiago            | 1.      | rzut młotem           | 67,12 |
| 1997    | Mistrzostwa Ameryki Południowej                    | Mar del Plata       | 1.      | rzut młotem           | 68,92 |
| 1998    | Mistrzostwa ibero-amerykańskie                     | Lizbona             | 3.      | rzut młotem           | 70,83 |
| 1998    | Igrzyska Ameryki Południowej                       | Cuenca              | 1.      | rzut młotem           | 68,56 |
| 1999    | Mistrzostwa Ameryki Południowej                    | Bogota              | 1.      | rzut młotem           | 72,09 |
| 1999    | Igrzyska panamerykańskie                           | Winnipeg            | 3.      | rzut młotem           | 70,68 |
| 1999    | Mistrzostwa świata                                 | Sewilla             | 15. H   | rzut młotem           | 71,24 |
| 2000    | Mistrzostwa ibero-amerykańskie                     | Rio de Janeiro      | 1.      | rzut młotem           | 74,32 |
| 2000    | Letnie igrzyska olimpijskie                        | Sydney              | 15. H   | rzut młotem           | 72,86 |
| 2001    | Mistrzostwa Ameryki Południowej                    | Manaus              | 1.      | rzut młotem           | 73,95 |
| 2001    | Mistrzostwa świata                                 | Edmonton            | 15. H   | rzut młotem           | 70,70 |
| 2003    | Mistrzostwa Ameryki Południowej                    | Barquisimeto        | 1.      | rzut młotem           | 73,31 |
| 2003    | Igrzyska panamerykańskie                           | Santo Domingo       | 1.      | rzut młotem           | 75,53 |
| 2003    | Mistrzostwa świata                                 | Paryż               | 11. H   | rzut młotem           | 72,70 |
| 2004    | Mistrzostwa ibero-amerykańskie                     | Huelva              | 1.      | rzut młotem           | 73,34 |
| 2004    | Letnie igrzyska olimpijskie                        | Ateny               | 11. H   | rzut młotem           | 72,53 |
| 2005    | Mistrzostwa Ameryki Południowej                    | Cali                | 1.      | rzut młotem           | 72,03 |
| 2005    | Mistrzostwa świata                                 | Helsinki            | 12. H   | rzut młotem           | 68,44 |
| 2006    | Mistrzostwa ibero-amerykańskie                     | Ponce               | 1.      | rzut młotem           | 69,38 |
| 2006    | Mistrzostwa Ameryki Południowej                    | Tunja               | 1.      | rzut młotem           | 71,20 |
| 2007    | Mistrzostwa Ameryki Południowej                    | São Paulo           | 1.      | rzut młotem           | 72,96 |
| 2007    | Igrzyska panamerykańskie                           | Rio de Janeiro      | 3.      | rzut młotem           | 72,12 |
| 2008    | Mistrzostwa ibero-amerykańskie                     | Iquique             | 1.      | rzut młotem           | 69,74 |
| 2008    | Letnie igrzyska olimpijskie                        | Pekin               | 16. H   | rzut młotem           | 70,16 |
| 2009    | Mistrzostwa Ameryki Południowej                    | Lima                | 1.      | rzut młotem           | 69,42 |
| 2009    | Mistrzostwa świata                                 | Berlin              | 16. H   | rzut młotem           | 69,37 |
| 2010    | Mistrzostwa ibero-amerykańskie                     | San Fernando        | 2.      | rzut młotem           | 71,37 |
| 2011    | Mistrzostwa Ameryki Południowej                    | Buenos Aires        | 1.      | rzut młotem           | 72,12 |
| 2011    | Mistrzostwa świata                                 | Daegu               | 16. H   | rzut młotem           | 64,27 |
| 2011    | Igrzyska panamerykańskie                           | Guadalajara         | 6.      | rzut młotem           | 66,80 |
| 2012    | Mistrzostwa ibero-amerykańskie                     | Barquisimeto        | 3.      | rzut młotem           | 70,86 |
| 2012    | Letnie igrzyska olimpijskie                        | Londyn              | 18. H   | rzut młotem           | 68,20 |
| 2013    | Mistrzostwa Ameryki Południowej                    | Cartagena de Indias | 2.      | rzut młotem           | 69,33 |
| 2014    | Igrzyska Ameryki Południowej                       | Santiago            | 3.      | rzut młotem           | 66,34 |
| 2014    | Mistrzostwa ibero-amerykańskie                     | São Paulo           | 5.      | rzut młotem           | 67,96 |
| 2015    | Mistrzostwa Ameryki Południowej                    | Lima                | 3.      | rzut młotem           | 67,70 |
| Źródło: |                                                    |                     |         |                       |       |

## Rekordy życiowe
Rekord życiowy zawodnika to 76,42 m i został on ustanowiony 25 lipca 2001 we włoskim mieście Triest.